# Cheilosia ussuriana
Cheilosia ussuriana är en tvåvingeart som beskrevs av Barkalov 1980. Cheilosia ussuriana ingår i släktet örtblomflugor, och familjen blomflugor. Inga underarter finns listade i Catalogue of Life.